# Cazar (banda)
Cazar es una banda chilena de pop/rock independiente originaria de la ciudad de Santiago formada en el año 2003.

## Historia
Cazar nació a fines del año 2003 en Santiago luego de que los hermanos Patricio y Rodrigo Veloso, decidieran transformar el dúo llamado "Motosierra" en una banda. Durante el verano del año 2004 se integraron Freddy Veloso como vocalista, Jorge Ponce en la batería y Marco Muñoz en el bajo, conformándose su formación definitiva. Ese mismo año comenzaron a presentarse dentro del circuito local independiente: Salas SCD, Batuta y El Living, entre otros recintos.
Durante ese periodo comienzan a experimentar con nuevos sonidos hasta encontrar la identidad musical de la banda. Luego de un intenso año de trabajo y con más de 100 maquetas de canciones, toman la decisión de grabar su primer disco oficial. Envían el material al premiado productor e ingeniero argentino Eduardo Bergallo, quien luego de escuchar los demos decide trabajar junto a la banda. Bergallo, es reconocido internacionalmente por sus trabajos junto a artistas como Soda Stereo, Lucybell, Diego Torres, Gustavo Cerati y Nicole, entre otros.
En octubre del año 2005 comienza el proceso de preproducción y ensayos en Santiago, periodo donde Cazar descubre la actitud perfeccionista y autocrítica que los caracteriza. Entre noviembre y diciembre se graba y mezcla el material en El Pie Recording Studios en Buenos Aires, Argentina.
Durante el año 2006 continuaron presentándose en vivo mientras afinaban los últimos detalles de esta producción, la cual finalmente fue lanzada de forma independiente en junio de 2007. 
El primer single fue "Masoquista", cuyo videoclip muestra a la banda tocando gratis para la gente en el Paseo Ahumada, una concurrida calle del centro de Santiago en diciembre del 2007.
En mayo del 2008 lanzan su segundo sencillo correspondiente al tema "La Misma Historia", canción que logró instalarse en una semana en el décimo lugar del programa “Los 10 más pedidos” de MTV.
En noviembre de 2008 lanzan el tercer y último single/video de su primer disco,"Hasta que Salga el Sol", el cual también alcanzó una importante rotación tanto en MTV como en otros medios locales.
A comienzos del 2009 deciden grabar su segundo disco, esta vez de la mano del productor argentino Mario Breuer profesional con una vasta trayectoria junto a artistas como Los Tres, La Ley, Andrés Calamaro, Charly García y Los Redondos de Ricota, quien al conocerlos, se declara fan de la banda, y queda asombrado con su ideología y sonido.
En marzo de ese año, se inicia la grabación del disco “Crecer/Dolor” en los Estudios Foncea  Archivado el 10 de enero de 2010 en Wayback Machine. en Santiago de Chile, con Breuer a la cabeza de la producción, quien además realiza la mezcla y masterización en su estudio de Buenos Aires. Durante la grabación invitan a colaborar musicalmente a a Gabriel Vigliensoni y Felo Foncea en teclados y Luis “El Indio” Márquez en guitarras.
Esta segunda obra de Cazar, retrata las emociones y huellas que deja el proceso de crecimiento en la vida en cada ser humano. Representa el efecto dual y simbiótico que producen las experiencias vividas durante las distintas etapas de la existencia de una persona, que no hay crecimiento sin dolor y que no hay dolor sin crecimiento. Habla también de las consecuencias de nuestros actos y de los resultados que obtenemos a largo plazo por cada una de nuestras decisiones.
Desde enero del 2010, Cazar trabaja en conjunto con la fundación Educación 2020 en la difusión de sus contenidos, promoviendo que la educación es la herramienta fundamental que construye el desarrollo de una nación siendo el eje que permite una sana movilidad social y que no existe otra manera de igualar las oportunidades de los jóvenes.

## Integrantes
- Freddy Veloso - Voz
- Patricio Veloso - Guitarra
- Rodrigo Veloso - Guitarra
- Marco Muñoz - Bajo
- Jorge Ponce - Batería

## Discografía

### "Crecer/Dolor" 2009
CRECER
1. Crecer
2. Colgar
3. Alapar
4. Sin Saber de Ti
5. De Espalda al Sol

DOLOR
1. Te Cedo Mi Dolor
2. Nada Funciona
3. Partido en Dos
4. Promesas de Nada
5. El Precio del Encierro

### "Cazar" 2007
1. Masoquista
2. La Misma Historia
3. Estorbo
4. Amanece
5. Hasta que Salga el Sol
6. Me Estás Matando
7. Mi Sangre
8. El Tiempo Adelgaza
9. Te Odio Cuando Quiero
10. Cicatrízame
11. Solo